# 臺中市立文華高級中等學校
臺中市立文華高級中等學校，簡稱文華高中，是一所位於臺中市西屯區的高級中學。其是臺中四省中與中部五校聯盟的成員之一。周邊學校包含中山國中、重慶國小及大仁國小，為完整十二年教育學區。校園鄰近水湳經貿生態園區以及臺中捷運綠線文華高中站。

## 歷史
因為台中的人口及產業快速發展，配合國中生畢業生的需求，臺灣省政府1987年決議新設高級中學，1988年核定校名為「臺灣省立臺中文華高級中學」，1989年正式設立。文華高中創立時只收女學生，因為學生人數較臺中女中與臺中一中有落差，在兼顧性別議題的考量下在第二屆招收男學生，此後性別比逐漸接近於男女共學狀態，截至2020年性別比約1:2。

### 改名
因台灣省政府功能業務與組織調整，學校改隸教育部，2000年2月變更名稱為「國立臺中文華高級中等學校」。2010年12月臺中市政府和臺中縣合併為直轄市，因管轄權問題而協商數年，於2016年與教育部協商完成，文華高中之主管機關由教育部國教署轉移臺中市政府教育局，因管轄權轉移而於2017年1月1日起改名為「臺中市立文華高級中等學校」。

## 校長
文華高中歷任校長列表：
| 任期 | 姓名   | 任職日期 | 離職日期 |
| ---- | ------ | -------- | -------- |
| 1    | 陳時宗 | 1989年   | 1995年   |
| 2    | 蔡瑞榮 | 1995年   | 1999年   |
| 3    | 葉麗君 | 1999年   | 2004年   |
| 4    | 吳寶珍 | 2004年   | 2007年   |
| 5    | 劉永順 | 2008年   | 2012年   |
| 6    | 薛光豐 | 2012年   | 2018年   |
| 7    | 何富財 | 2018年   | 2022年   |
| 8    | 黃偉立 | 2022年   | 現任     |

## 校訓
文華高中學校校訓四字是淳、恕、敏、善。是1989年徵稿後選出。

## 校歌

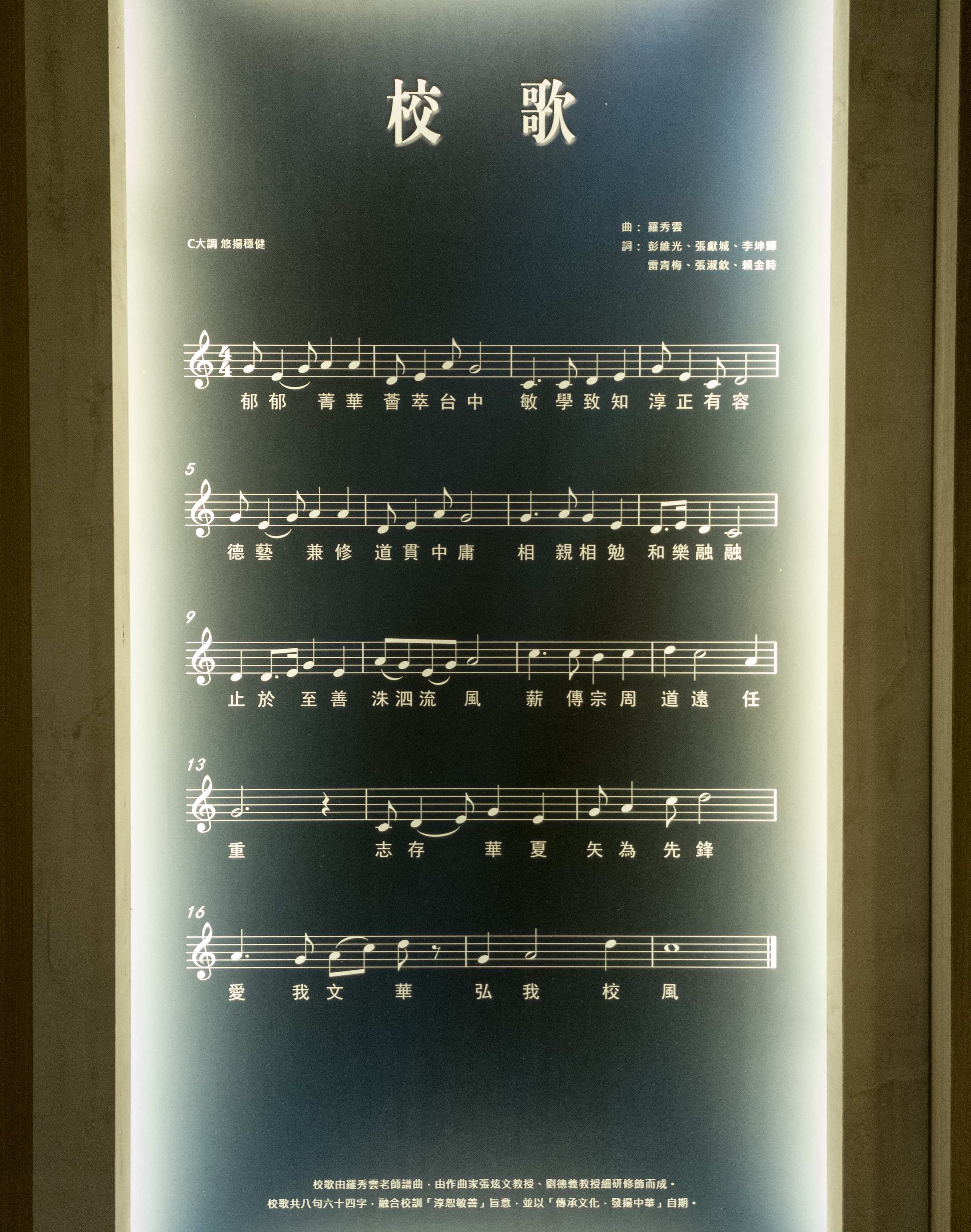
文華高中校史室中的校歌歌詞及譜

文華高中創設時由張獻城組成「校歌研議小組」創作。1989年5月歌詞。由音樂科教師羅秀雲譜曲，由臺中師範學院教授張炫文及臺灣師範大學音樂研究所教授劉德義修訂，曲名為愛我文華 弘我校風。

## 校服
因性別平等議題，自2018年起文華高中學生可自由選擇制服樣式。

## 出版刊物
文華校刊由華楡校刊社製作，校刊內容透過文學獎、攝影獎與繪畫獎等方式徵稿而來，其中社長負責月湧江流文學獎，副社長負責沙鷗攝影獎。

### 月湧江流文學獎及中臺灣文學獎
是校刊徵文活動，參賽組別分為新詩、散文、小說、極短篇4種。第46屆校刊聯合徵文時，中臺灣文學獎未包含極短篇項目。該屆獲獎者除既有的校內獎勵及作品刊登至校刊外，有機會被推薦參與臺灣聯合文學獎徵文比賽。

### 沙鷗攝影獎及海闊晴空繪畫獎
是校刊徵稿活動，評審為文華高中美術科教師，攝影獎作品採用電子檔提交，繪畫獎作品採用實體投稿。前三名及佳作等得獎者除作品獲刊校刊外均頒獎狀及禮券。

## 校園環境

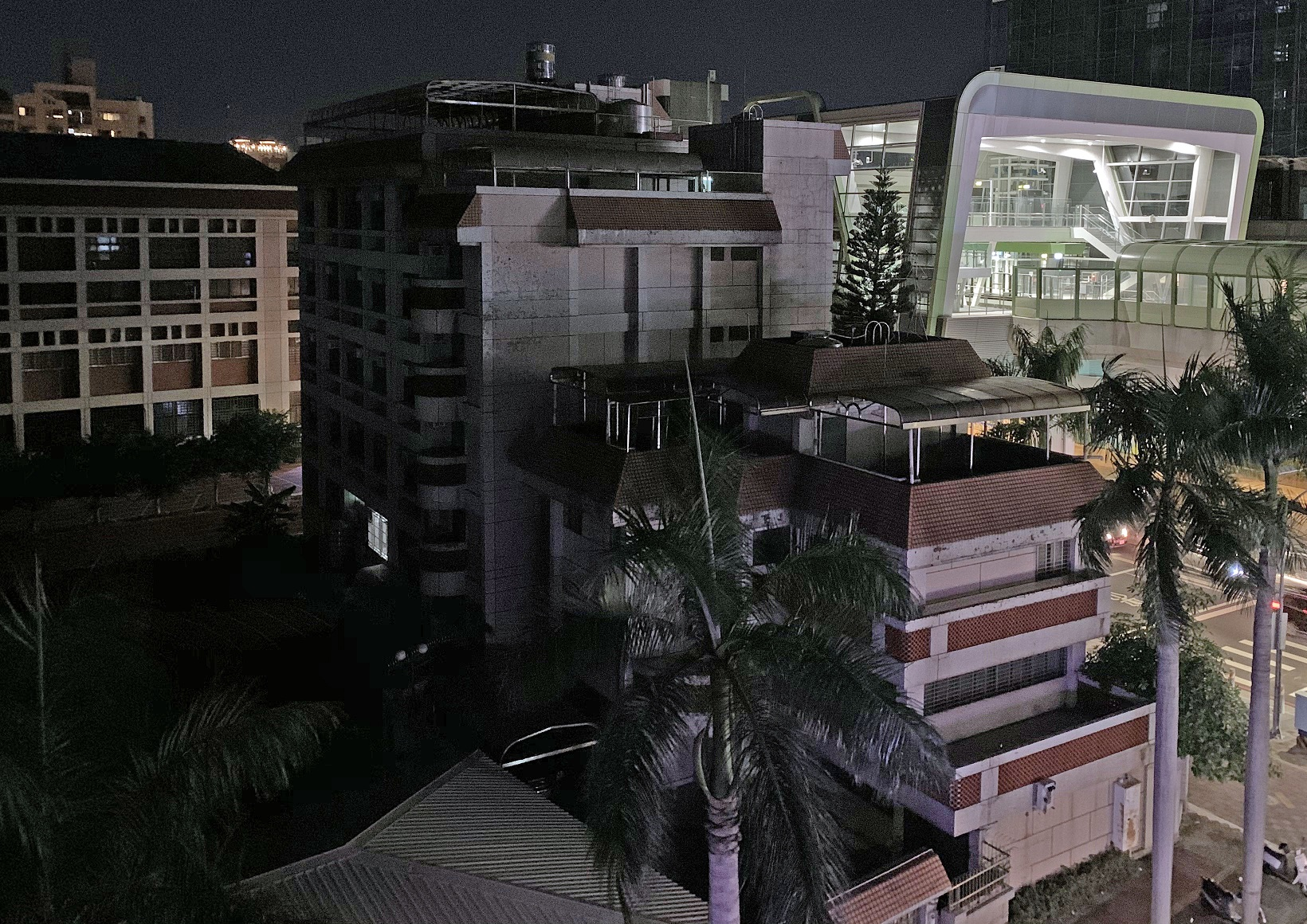
文華高中華苑與後方捷運站

主要建體包含忠孝、仁愛、信義、和平、淳正、恕人、敏學、善群、進德、修業樓，在進德及修業樓間設置籃球場。運動場設置在籃球場旁及女生宿舍文苑、男生宿舍華苑中間，其他另設有地下停車場、學生車棚、資源回收場等設施。

## 行政單位
文華高中的行政單位包含下列
- 校長室
- 教務處
- 學務處
- 總務處
- 輔導處
- 圖書館
- 會計室
- 人事室
- 協力團體（文教基金會、員生社、家長會）

## 編班及轉班
編班方式以S型亂數為主，依特色招生管道入學、通過資優鑑定及其他經教育主管機關核定班別所的學生另外編班到依計畫設立的班別。經過調查確認校園霸凌事件、校園性騷擾、性侵害或性霸凌事件屬實或者適應不良的可申請轉班。

## 畢業條件
文華高中學生畢業所需總修習的學分達180以上，其中須及格的學分是150。另外有針對部定必修、校訂必修、選修學分另外設定的及格學分總數規範，普通班及舞蹈班學生所設定學分數值為固定值的正整數。數理及語文資優班所設定的學分數值採比率制，達到指定及格比率才符合畢業條件。

## 班級編成
文華高中2014年招生時，分為一般學生、文組特色班、理組特色斑和舞蹈資優班四個班類

### 資優班
文華高中自2001年起設置語文優勢智慧實驗班、數理優勢智慧實驗班，透過意願及性向測驗篩選出具有語文及數理優勢能力學生，用課外時間提供實驗課程級研究型學習活動。2013年起設置語文及數理資優班。
文華高中的語文資優班自2019年參與教育部人文及社會科學人材培育計畫，學習人社基礎科學，培養觀察、省思能力，期望培養具人文素養，關切社會議題的人才。

## 獎學金
針對高三學生，文華高中設有下列獎學金：
第三屆校友廖乾宏用祖父廖哮名義，捐款30萬設立廖哮獎學金，只發給考取並就讀於臺灣醫學系、中醫系、牙醫系的學生。
為鼓勵學生有更佳的成績，文華高中設立臺中市立文華高級中等學校升大學學生獎勵，在學測或分科測驗達到獎助標準，會依達成的項目給予個人獎學金、班級列入校史或發給獎金、全校慶功宴等獎助措施。

## 高中評鑑
2013年教育部進行的優質高中職認證審議，文華高中總評為「一等」，屬於「優質高中」。
2015年的高級中學評鑑，文華高中在校長領導、行政管理、課程教學、學務輔導、環境設備、社群互動、績效表現等項評為「優等」。

## 普通高級中學課程綜合活動學科中心
由教育部國民及學前教育署主辦，文華高中承辦的普通高級中學課程綜合活動學科中心，目的為精進全國高中綜合活動課程，配合十二年國教制度，提供教學專業發展與支援機制，並研擬多元評量與應用，提供全國教師檢視、評量教學內容。

## 高中策略聯盟
由臺中一中、臺中女中、臺中二中、文華高中及興大附中等五校簽訂Taichung Big 5策略聯盟合約，未來將合作開發課程、跨校選課或共同開課，以提昇教育品質。

## 大學策略聯盟
由中興大學開辦之「興中會」大學先修課程策略聯盟，目的為促進中等教育與高等教育實質交流與資源共享。此外，該策略聯盟高中之學生可在錄取後，提前至中興大學修課，取得實際學分。文華高中為聯盟成員校之一。
由東海大學與中部12所高級中學簽訂策略聯盟，提供中等教育師資進修管道，及教學資源之整合與應用。並組織研討會與專題演講，讓高中學生能提前規劃生涯進路。文華高中為聯盟成員校之一。
由亞洲大學與文華高中簽訂策略聯盟，兩校協議內容為：讓文華高中學生得以使用亞洲大學資源，並與亞洲大學展開實質的學術交流，分享亞洲大學師資、設備、博物館及圖書資源等。
由逢甲大學與文華高中就落實社區學校共享教學資源，兩校達成教學合作，圖書館的資訊合作，學生社團的交流等計劃的共識、決議及方案。

中信金融管理學院希望夥伴聯盟，和文華高中在內的複數學校透過運用中信慈善基金會的獎學金及鼓勵就讀中信金融管理學院，以培養金融人才為目標。

## 姊妹校
文華高中的姊妹校包含：
- 美国加州聖地牙哥Pacific Ridge School（英语：Pacific Ridge School）
- 美国華盛頓特區District of Columbia International School（英语：District of Columbia International School）
- 世宗國際高等學校（朝鲜语：세종국제고등학교）

- 马来西亚吉隆坡循人中學
- 瑞士Leysin American School（英语：Leysin American School）

- 德国Friedrich-Schiller-Gymnasium Marbach（德语：Friedrich-Schiller-Gymnasium Marbach）[35]

## 友好學校
日本上田西高等学校

## 學生自治組織
台中市立文華高級中等學校文華青年自治會是文華高中的學生自治組織，參與的人員為全校在籍學生，其他參與重要議題決策的人員包含一年級儲備幹部，二年級幹部及各班班代。

## 社團
文華高中社團如下：
- 韓國文化研究社
- 克洛莉絲園藝社
- 星宇康輔社
- 春暉社
- 華榆校刊社
- 辯論社
- 科學研究社
- 熾星天文社
- 英語會話社
- 日語社
- 醫學研究社
- 電腦研習社
- 管樂社
- 雅風國樂社
- 阿卡貝拉合唱團
- 容華古箏社
- 熱門音樂社
- 民謠吉他社
- 歌唱藝術社
- 漫畫研習社
- 美術社
- 熱舞社
- 國際事務研究社：即模擬聯合國
- 電影藝術社
- 馬捷克魔術社
- 美學研究社
- 西點烘焙社
- 邏輯推理研究社
- 黑豹旗棒球社
- 籃球社
- 桌球社
- 羽球社
- 足球社
- 跆拳道社
- 排球社
- 游泳社
- 競技飛盤社
- 影視廣播社
- 捷風社：負責監督校園環境整潔[38]
- 扶少團
- 文華青年自治會
- 文華使節團
- 四校聯合科博館志工

### 社團活動
112年辦理舉辦社團嘉年華。

## 校友組織

### 校友會
文華高中校友會於2011年11月17日經內政部核准成立，凡畢業或曾肄業於文華高中者，皆可申請加入。

### 校友管樂團
文華高中校友管樂團成立於1998年，每年各地校友均會回到母校所在地，臺中市舉辦公開音樂會。

### 校友國樂團
2015年舉辦迎新音樂會。

## 註解
1. ↑  僅列出正式校長。

## 外部連結
- 臺中市立文華高級中等學校 （页面存档备份，存于）
- 文華高級中學校園地標 Google Map （页面存档备份，存于）
- 文華青年自治會 （页面存档备份，存于）
- 社團法人中華民國臺灣臺中文華高級中學校友會 （页面存档备份，存于）